# John William Dawson
Sir John William Dawson, född 13 oktober 1820 i Pictou, Nova Scotia, död 19 november 1899, var en kanadensisk geolog och paleontolog, far till George Mercer Dawson.
Dawson, som 1850 blev superintendent för undervisningsväsendet i Kanada och som 1855-93 var styresman för McGill University i Montréal, där han även flera år skötte en professur, erhöll 1881 Lyellmedaljen av Geological Society of London, utnämndes 1882 till president för Royal Academy i Kanada och adlades 1884. Dawson författade bland annat Acadian Geology (1855; tredje upplagan 1878), behandlade i flera skrifter de fossila landdjuren och växterna från paleozoiska perioden i Kanada med mera och var den förste, som beskrev Eozoon canadense.